# Gellivare Cider
Gellivare Cider var ett företag som grundades 2003 i Gällivare. Huvudverksamheten var ciderframställning. Företaget gick i konkurs den 30 september 2008.
Gellivare cider tillverkade cider med smak av blåbär, hjortron lingon eller åkerbär. Gellivare Cider tillverkade också portello, gammaldags sockerdricka, svagdricka, äppelmust och vinbärsjuice. 
År 2005 vann bryggeriet guld silver och brons på Stockholm beer and whisky festival i kategorin "Cider söt/halvsöt" för tre av sina cidersorter.